# ژاکلین گادسدن
ژاکلین گادسدن (انگلیسی: Jacqueline Gadsden؛ ۳ اوت ۱۹۰۰–۱۰ اوت ۱۹۸۶) هنرپیشه اهل کشور ایالات متحده آمریکا بود.
از فیلم‌هایی که وی در آن نقش داشته است می‌توان به بیوه سرمست، نمایش، جزیره اسرارآمیز و مو قرمزی اشاره کرد.